# 最終人類
『最終人類』（さいしゅうじんるい）は、新しい学校のリーダーズのデジタル配信曲。2018年2月28日にリリースされた。

## 概要
同年3月リリースのファーストアルバム「マエナラワナイ」の先行シングルとして配信された。「ロック界の異端児」とされるモーモールルギャバンが初めて他のアーティストに詞を提供した。
反重力をイメージしたというミュージック・ビデオでは、メンバーたちが逆さ吊りになり、カメラだけを上下反転させて撮っているシーンが多く、表情は強張り髪の毛が逆立っているのだが、MIZYUの前髪だけは元の形状を留めている。
リーダーズの作品の中でも特にエネルギー量の多い楽曲と語っており、ライブの演目に組まれる事も多い。ジャケットにも描かれている、開いた手の人差し指と薬指だけを曲げて天に突き出すポーズが特徴的で、冒頭と終わりの間奏部分でメンバー3人がSUZUKAを担ぎ上げ、十字架のような体形になるパフォーマンスが定番となっている。

## 関連作品
- マエナラワナイ